# 潘帕島

潘帕島（英語：Pampa Island）是南極洲的島嶼，位於帕默群島的布拉班特島東岸，處於皮內爾角東北面1.9公里，長2.8公里，海拔高度475米，由比利時探險隊繪入地圖，現時由南極條約體系管理。